# Râul Reprua

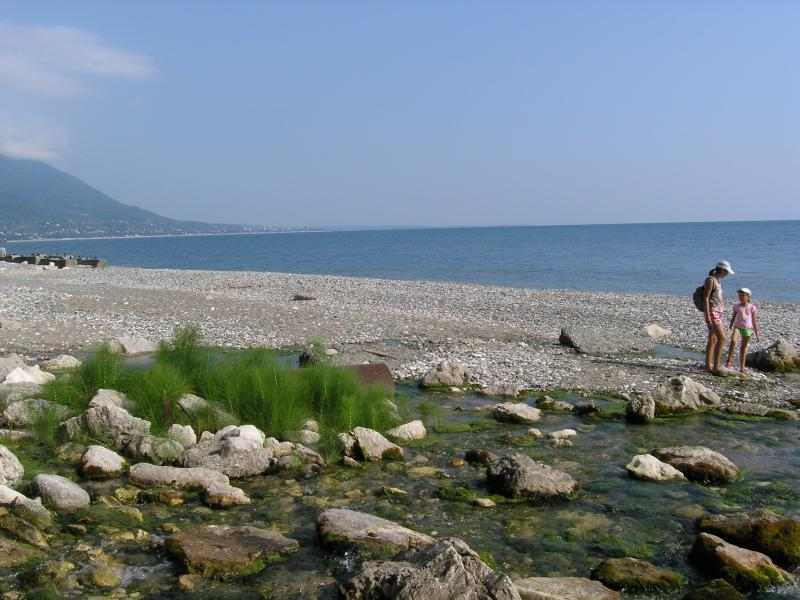

Râul Reprua este un râu în districtul Gagra din Abhazia, Georgia. Are numai 27 m lungime, este posibil să fie cel mai scurt râu din lume.
Sursele râului sunt izvoarele carstice din Peștera Voronya. Reprua se varsă în Marea Neagră.